# ياسين عياري
ياسين عباس عياري المطي (من مواليد 6 أكتوبر 2003) لاعب كرة قدم سويدي محترف. لعب كلاعب خط وسط في نادي أيك سولنا.
ولد لأب تونسي وأم مغربية. في موسم 2023-2024 لعب ياسين لصالح نادي كوفنتري سيتي الناشط في الدرجة الثانية في إنكلترا.